# Polatsk
Polatsk (Wit-Russisch: Полацк; Russisch: Полоцк, Polotsk) is een stad in Wit-Rusland, gelegen aan de Westelijke Dvina. Het is het bestuurlijke centrum van het district Polatsk in de oblast (provincie) Vitebsk. Het heeft een inwoneraantal van omstreeks 83.000 mensen. De stad wordt bediend door de luchthaven Polatsk, die gedurende de Koude Oorlog bekendstond als luchtmachtbasis Borovitsji.
Vlak bij Polatsk ligt ook het grotere, vanaf eind jaren 50 gebouwde, Navapolatsk (Nieuw Polatsk).

## Geschiedenis
De oude Oost-Slavische naam, Polotesk, is afgeleid van de Polota-rivier (Litouws Puolauta, 'vallen in', dat wil zeggen uitmondend in een grotere rivier), die hier uitmondt in de Westelijke Dvina. De Varangiërs kenden de plaats als Palteskja. De plaatselijke stam werd Polotsjanen genoemd.
Polatsk is een van de oudste steden van de Oostelijke Slaven. De Nestorkroniek vermeldt Polatsk in 862 (als Полотескъ, /poloteskŭ/), samen met Moerom en Beloozero. Een archeologische expeditie van het Instituut voor Geschiedenis van de Nationale Academie van Wetenschappen van Wit-Rusland suggereert ook dat Polatsk al in de eerste helft van de 9de eeuw bestond.
De Noorse sagen beschrijven de stad als de zwaarst versterkte in heel Rus.
Tussen de 10e en 12e eeuw kwam het vorstendom Polotsk naar voren als het dominante centrum van de macht in wat nu Wit-Rusland is, met een kleinere rol van het vorstendom Toerov in het zuiden.

## Geboren
- Efrosinia van Polatsk (1104-1167), heilige.
- Francysk Skaryna (1470-1552), Wit-Russisch drukker en humanist.